# Bigelow (Missouri)
Bigelow és una població dels Estats Units a l'estat de Missouri. Segons el cens del 2000 tenia 38 habitants.

## Demografia
Segons el cens del 2000, Bigelow tenia 38 habitants, 16 habitatges, i 12 famílies. La densitat de població era de 163 habitants per km².
Dels 16 habitatges en un 18,8% hi vivien nens de menys de 18 anys, en un 50% hi vivien parelles casades, en un 25% dones solteres, i en un 25% no eren unitats familiars. En el 25% dels habitatges hi vivien persones soles el 12,5% de les quals corresponia a persones de 65 anys o més que vivien soles. El nombre mitjà de persones vivint en cada habitatge era de 2,38 i el nombre mitjà de persones que vivien en cada família era de 2,83.
Per edats la població es repartia de la següent manera: un 28,9% tenia menys de 18 anys, un 2,6% entre 18 i 24, un 10,5% entre 25 i 44, un 18,4% de 45 a 60 i un 39,5% 65 anys o més.
L'edat mediana era de 60 anys. Per cada 100 dones de 18 o més anys hi havia 80 homes.
La renda mediana per habitatge era de 23.750 $ i la renda mediana per família de 26.250 $. Els homes tenien una renda mediana de 26.250 $ mentre que les dones 10.000 $. La renda per capita de la població era de 13.067 $. Entorn del 12,5% de les famílies i el 31% de la població estaven per davall del llindar de pobresa.

## Poblacions més properes
El següent diagrama mostra les poblacions més properes.